# Župnija Solčava
Župnija Solčava je rimskokatoliška teritorialna župnija dekanije Gornji Grad škofije Celje.
Do 7. aprila 2006, ko je bila ustanovljena škofija Celje, je bila župnija del savinjsko-šaleškega naddekanata škofije Maribor.